# Cerithidea djadjariensis
Cerithideopsilla djadjariensis là một loài ốc biển, kích thước trung bình hoặc mud snail, là động vật thân mềm chân bụng sống ở biển trong họ Potamididae.

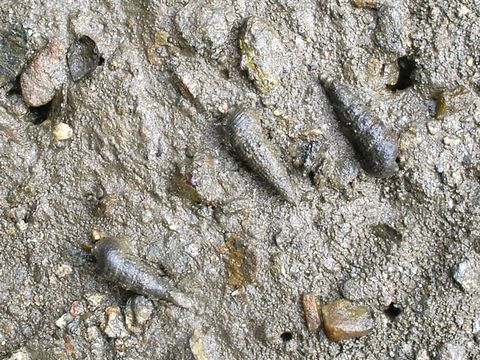
Cerithidea djadjariensis

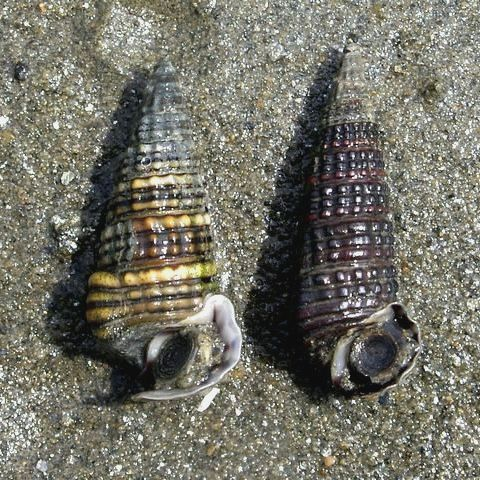
Comparison của Cerithidea cingulata (left) and Cerithidea djadjariensis (right).

## Phân bố
Đây là một vulnerable species (VU) in Japan.